# وارانوس ریسینگری
وارانس ریسینگری (به انگلیسی: Varanus reisingeri) گونه‌ای از بزمجه است. زیست‌بوم این حیوان اندونزی است.